# Rów tektoniczny

Rowy (graben) i zręby (horst) tektoniczne

Rów tektoniczny (graben) – rodzaj obniżenia geologicznego, obejmujący wąski i podłużny fragment skorupy ziemskiej, który zapadł się wzdłuż równoległych do siebie uskoków normalnych. Natomiast część skorupy, która została wypiętrzona i znajduje się ponad rowem nosi nazwę zrębu lub horstu.
Używane niekiedy na oznaczenie rowu tektonicznego słowo graben pochodzi z języka niemieckiego.
Przykładowe rowy tektoniczne
- Rów Krzeszowicki
- Rów Górnej Nysy
- Rów Renu
- Rów Jordanu
- Wielkie Rowy Afrykańskie
- Rów Mohelnicki